# 小池雅代
小池 雅代（こいけ まさよ）は、公益社団法人 日本文化センター 評議員、NPO法人音楽芸術家クラブ（BE AMBITIOUS） 事務局長。ペンネームは橋本真理子。

## 経歴
- 埼玉県浦和市出身。武蔵野音楽大学ピアノ科、同専攻科卒業。福井直俊、田村宏、福井直敬の各氏に師事。
- 在学中よりバイオリニスト尾花輝代充（実弟）と共にフランス大使館文化部主宰「フランス音楽の夕べ」等に出演。
- ピアニストとして演奏活動を始める。
- 浦和第一女子高校合唱団ピアニストとして全国大会優勝に貢献し、大学在学中は、東京大学白ばら会合唱団、立教大学グリークラブ、ABC交響楽団等の伴奏ピアニストとしても活躍。
- 卒業後、武蔵野音楽大学付属音楽教室、白鷗女子短期大学講師としても指導にあたる傍ら、バイオリニスト尾花輝代允(実弟)との演奏活動も続ける。
- 1998～1999年、文化庁芸術家在外研修員としてN.Y.に滞在。
- 劇場経営、劇団運営についての研究をする傍ら、ジュリアード音楽院オペラ科、N.Y.アクターズ 等にて実技の研修も行なっている。
- その他、K. HILLYERオフィスにて、ビーコンシアター経営、ブロードウエイ投資の実態、PR、宣伝等の実地研修にも参加。
- 文化庁在外研修帰国後Artistic Director Producer として現在に至る。

- 1970年　音楽集団「ぐるうぷMAKI」 尾花輝代充（バイオリニスト・前読売日響コンサートマスター 弟）と結成
- 1981年　青少年オペラ結成 （ヘンゼルとグレーテル・兵士の物語・女性のためのシリーズ）、読売ふれあいのコンサート等の支援を受け、公演回数は100回を超えた。
- 1990年　シンガポール公演（シンガポール西ライオンズクラブ協賛、シンガポールの老人ホーム支援のコンサートにてシンガポール大学オーケストラと共演）
- 1991年　「生命のコンサート」開始。国連クラシックライブ協会[1]結成
- 2000年　内閣府よりNPO団体としての認可を受け現在に至る
- 2011年　NY国連本部よりDPI・NGO正式認定

## 参照
1. ↑  http://www.classiclive-un.org/